# 平福河 (明江)
平福河，又称驮林河，位于中国广西壮族自治区防城港市上思县南部，是明江左岸支流，发源于上思县南屏瑶族乡十万大山沟龙尾以北1千米处的平隆隘，西北流经汪乐、枯梧、英明、汪城、汪榜等村，最后于平福乡以北汇入明江。干流长55.1千米，流域面积589平方千米。年均径流量5.66亿立方米。平福河中上游穿行于十万大山，多急弯险滩，水流湍急；下游两岸为甘蔗种植区，水土流失严重，是明江泥沙的主要源区，然而大部分泥沙产生于洪水期，具有“大水大沙”的特点，平水期河水清澈。